# 마르고 방실롱
마르고 방실롱(Margot Bancilhon)은 프랑스의 배우이다.